# Osečany
Osečany är en ort i Tjeckien.   Den ligger i regionen Mellersta Böhmen, i den centrala delen av landet, 40 km söder om huvudstaden Prag. Osečany ligger 358 meter över havet och antalet invånare är 271.
Terrängen runt Osečany är platt österut, men västerut är den kuperad. Runt Osečany är det ganska tätbefolkat, med 160 invånare per kvadratkilometer. Närmaste större samhälle är Sedlčany, 4,2 km söder om Osečany. Omgivningarna runt Osečany är en mosaik av jordbruksmark och naturlig växtlighet.